# Sophona
Sophona is een geslacht van vlinders uit de familie wespvlinders (Sesiidae), onderfamilie Tinthiinae.
Sophona is voor het eerst wetenschappelijk beschreven door Walker in 1856. De typesoort is Sophona halictipennis.

## Soorten
Sophona omvat de volgende soorten:
- Sophona albibasilaris Eichlin, 1986
- Sophona canzona Eichlin, 1986
- Sophona ceropaliformis (Walker, 1856)
- Sophona cyanomyia (Meyrick, 1930)
- Sophona ezodda Eichlin, 1986
- Sophona flavizonata Zukowsky, 1937
- Sophona fusca Eichlin, 1986
- Sophona galba Eichlin, 1986
- Sophona gilvifasciata Eichlin, 1986
- Sophona greenfieldi Eichlin, 1986
- Sophona halictipennis Walker, 1856
- Sophona hoffmanni Eichlin, 1986
- Sophona hondurasensis Eichlin, 1986
- Sophona lemoulti (Le Cerf, 1917)
- Sophona leucoteles (Clarke, 1962)
- Sophona ludtkei Eichlin, 1986
- Sophona manoba (Druce, 1889)
- Sophona panzona Eichlin, 1986
- Sophona pedipennula Kallies & Riefenstahl, 1999
- Sophona piperi Kallies & Riefenstahl, 1999
- Sophona snellingi Eichlin, 1986
- Sophona tabogana (Druce, 1883)
- Sophona xanthocera Eichlin, 1986
- Sophona xanthotarsis Eichlin, 1986
- Sophona yucatanensis Eichlin, 1986
- Sophona zukowskyi Eichlin, 1986